# Giuseppe Fiori
Giuseppe Fiori (Silanus, 27 gennaio 1923 – Roma, 17 aprile 2003) è stato un giornalista, scrittore e politico italiano.

## Biografia
Nato a Silanus ma originario di Cuglieri, laureato in giurisprudenza inizia la sua attività di giornalista al quotidiano cagliaritano L'Unione Sarda ed entra successivamente alla Rai. È stato vicedirettore del TG2, collaboratore della Stampa e dell'Unità, direttore di Paese Sera e senatore della Sinistra Indipendente per tre legislature (VIII, IX, X), dal 1979 al 1992.
Nella prima metà degli anni sessanta del Novecento, Giuseppe Fiori sperimenta i tre tipi di scrittura che praticherà in seguito con grande impegno, a fianco di quella giornalistica e poi televisiva: la narrativa (Sonetàula), il reportage (Baroni in laguna) e la biografia (Vita di Antonio Gramsci). Le sue cose migliori sono considerate le grandi biografie, ma anche nel reportage letterario è stato scrittore attento ed efficace. Alla narrativa è tornato da ultimo, riscrivendo il suo primo libro, il romanzo Sonetaula, da cui il regista Salvatore Mereu ha tratto il film omonimo. Come scrittore, Fiori si colloca bene nel rifiorire in Sardegna della scrittura e dell'attività letteraria apprezzata in Italia e in Europa negli ultimi decenni ed è a volte annoverato tra gli iniziatori, con autori come Sergio Atzeni, Giulio Angioni e Salvatore Mannuzzu, di una Nuova letteratura sarda tra Novecento e Duemila.. Ha ricevuto il Premio Comisso 1986, sezione Biografia; per Il cavaliere dei Rossomori e il Premio Napoli per Uomini ex.
A lui è intitolata una via nel Parco botanico di Villa Fiorelli in Roma.

## Opere
- Sonetàula, Canesi, 1960; ed. riveduta, Collana I Coralli, Einaudi, Torino, 2000.
- Baroni in laguna: appunti sul Medioevo in un angolo d'Italia a metà del XX secolo, Edizioni Il Bogino, 1961.
- Vita di Antonio Gramsci, Laterza, Bari, 1966.
- L'anarchico Schirru, condannato per l'intenzione di uccidere Mussolini, Mondadori, Milano, 1983; Laterza, Bari, 1990; Garzanti, Milano, 2010.
- La società del malessere, Collana Libri del tempo, Laterza, Bari, 1968 [trasposto nel film Barbagia di Carlo Lizzani]
- Parole in TV, Collana L'immagine del presente n.50, Mondadori, Milano, 1979.
- Il cavaliere dei Rossomori. Vita di Emilio Lussu, Collana Gli struzzi, Einaudi, Torino, 1985, ISBN 978-88-065-8446-7.
- Vita di Enrico Berlinguer, Collana Storia e Società, Laterza, Bari, 1989, ISBN 978-88-420-3338-7.
- Gramsci Togliatti Stalin, Collana Sagittari n.43, Laterza, Bari, 1991, ISBN 978-88-420-3713-2.
- Uomini ex. lo strano destino di un gruppo di comunisti italiani, Collana Gli struzzi n.446, Einaudi, Torino, 1993, 1997, ISBN 978-88-061-3187-6.
- Il venditore. Storia di Silvio Berlusconi e della Fininvest, Garzanti, Milano, 1995, 1996, 2004.
- Una storia italiana. Vita di Ernesto Rossi, Collana Gli struzzi n.490, Einaudi, Torino, 1997, ISBN 978-88-061-4536-1.
- Casa Rosselli. Vita di Carlo e Nello, Amelia, Marion e Maria, Collana  Gli struzzi n.511, Einaudi, Torino, 1999, ISBN 978-88-061-5098-3.

### Curatele
- Antonio Gramsci, Vita attraverso le lettere (1908-1937), Einaudi, Torino, 1994.